# Arrencada del cuir cabellut

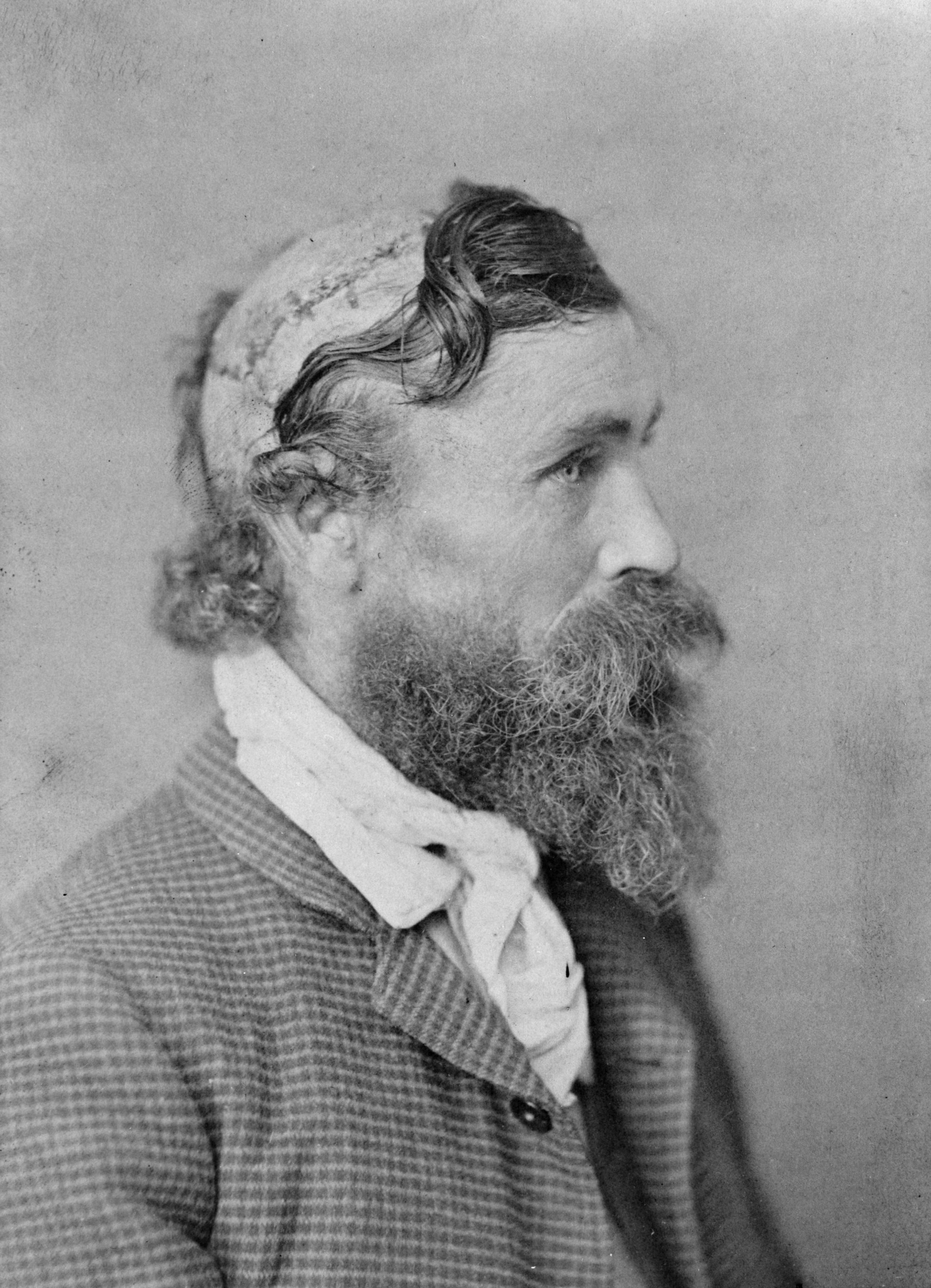
Robert McGee adult, a qui el cap amerindi Siux Tortuga petita li va arrencar quan Robert era un infant l'any 1864.

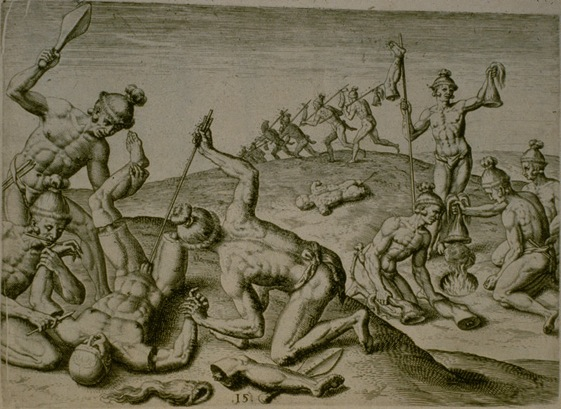
Planxa de gravat de Théodore de Bry sobre dibuixos de Le Moyne qui representa per primera vegada l'arrencada del cuir cabellut (1591).

L'arrencada del cuir cabellut (en anglès Scalping i en francès scalpation) és una pràctica guerrera que consisteix a arrencar part o tot el cuir cabellut de l'adversari viu o mort com a trofeu. En l'imaginari occidental això s'associa amb la conquesta del Far West nord-americà i particularment amb els amerindis, però els colons europeus també la practicaren. També s'ha fet en altres èpoques de l'antiguitat. Segons Heròdot arrencar el cuir cabellut era una pràctica entre els escites.
L'explorador francès Jacques Cartier en va donar notícia l'any 1535 a l'actual Quebec entre els indis iroquesos.
L'arrencada del cuir cabellut era un ritual entre els indis que la practicaven (que no eren pas totes les tribus) i l'amerindi feia un crit especial en el moment de fer-ho i en la seva presentació a la comunitat. Es tractava de conservar-lo com a trofeu el major temps possible i s'exhibia en els pobles i altres llocs.